# Гора Сент-Виктуар (серия картин)
«Гора Сент-Виктуар» — серия картин французского художника-постимпрессиониста Поля Сезанна, посвящённая одноимённой горной гряде в окрестностях Экс-ан-Прованса. В общей сложности насчитывается 87 работ Сезанна (44 картины маслом и 43 акварели) на данный сюжет.
Родившись в Экс-ан-Провансе, Сезанн с юных лет знал и любил окрестные пейзажи. Будучи учеником коллежа, он частенько бродил по этим местам со школьными друзьями — Эмилем Золя и Батистеном Байлем. И, разумеется, его внимание привлекала неизменная доминанта пейзажа — гора Сент-Виктуар, просматривающаяся из любой точки города и его округи. Даже и в зрелые годы Сезанн совершал восхождение на тысячеметровую вершину горы и неизменно восхищался ей.
Первые зарисовки горы Сент-Виктуар относятся к 1870 году. Они выполнены в Жа де Буффане — загородном доме, который в 1859 году приобрёл отец Сезанна и где художник оборудовал себе мастерскую.
15 октября 1877 года была открыта железнодорожная линия Экс — Марсель. Уже спустя полгода, в письме Эмилю Золя, датированном 14 апреля 1878 года, Сезанн описывает своё восхищение горой Сент-Виктуар, которую он наблюдал из окна поезда на этой линии, проходящего по железнодорожному мосту в долине реки Арк. Впоследствии Сезанн запечатлел этот мост в ряде картин из серии, а на «Пейзаже с виадуком, гора Сент-Виктуар» (1885—1887) — движущийся по нему поезд. Сезанн назвал гору «прекрасной темой» (beau motif) и в том же году начал писать картины, вылившиеся в целую серию, которой художник посвятил многие годы. В этих работах Сезанн проявил себя мастером художественного анализа, используя геометрию для описания природы и экспериментируя с цветовыми оттенками для передачи глубины объектов. По словам историка искусства Готфрида Бёма, автора монографии о Сезанне, в многочисленных вариациях одного и того же сюжета художник стремился осуществить «синтез постоянства и изменчивости».
Сезанн писал гору Сент-Виктуар со всех мыслимых точек зрения, пытаясь найти всё новые и новые ракурсы. В более ранних произведениях, относящихся к 1880-м годам (таких, как «Гора Сент-Виктуар с большой сосной», 1886—1887), гора ещё не выступает абсолютной доминантой композиции, будучи просто одним из элементов пейзажа. В эти годы Сезанн чаще всего писал Сент-Виктуар из дома своей сестры Розы и её супруга, которые приобрели имение Монбриан на юге от Экса. Но он также много бродил по окрестностям в поисках наилучших видов, что подтверждают его многочисленные этюды. Помимо самой горы, на них присутствуют долина реки Арк, виадук, сосна, замок Шато-Нуар, Бибемюские каменоломни.
Со временем Сезанн ощущает стремление к большей структурности, потребность свести многообразие вещей к немногим формам, освобождённым от всего случайного. Многократно изображая гору Сент-Виктуар, Сезанн «каждый раз находил новое взаимодействие массы горы с окружающим пространством, причём всегда подчёркивал тектоничность — то, как гора „вставляется в приготовленное для неё место“. Примечательно, что изобразительная тектоника этюдов Сезанна корреспондирует с действительными геологическими сдвигами, разломами земной коры в этом месте. Интуитивно Сезанн всегда находил „точку зрения у разлома“». Б. Дориваль писал, что пейзажи Сезанна «отличаются космическим характером геологической драмы».
Сезанн создал новую живописную перспективу. «Он настолько сильно ощущал глубину изобразительного пространства, что дальний план в его пейзажных этюдах как бы выдвигался вперёд, или, точнее, сам художник мысленно оказывался внутри изображаемого пространства, „oбтекающего“ его со всех сторон. Это была новая, более сложная, чем классическая, созданная в эпоху Возрождения, перспектива живописи, отчасти возвращающая наше восприятие к пространству византийской иконописи и готики. Поэтому иллюзорная глубина Сезанну не удавалась. Сам художник восклицал: „Я вижу планы, которые качаются и наклoнены, прямые линии кажутся мне падающими“».
В относительно поздних этюдах художник практически полностью отказывается от иллюзии прямой линейной перспективы с одной точкой зрения, превращая поверхность картины в плоскую цветовую мозаику. Формы, оставаясь узнаваемыми, стремятся к абстракции: так, на картине 1906 года — одной из последних — кроны деревьев изображены предельно условно; гора, земля и небо образуют единство, в создании которого ключевую роль играет цвет. В поздних картинах серии часто видят истоки кубизма и абстракционизма.
Несоответствие современного пейзажа горы Сент-Виктуар, обезображенного промышленными объектами, классическому её образу, знакомому по полотнам Сезанна, обыграно Вимом Вендерсом в одной из интермедий фильма «За облаками» (сцена с Марчелло Мастроянни и Жанной Моро).
- Равнина перед горой Сент-Виктуар (1885), Музей изобразительных искусств имени А. С. Пушкина
- Пейзаж с виадуком, гора Сент-Виктуар (1885—1887), Метрополитен-музей
- Гора Сент-Виктуар с большой сосной (около 1887), Институт искусства Курто
- Гора Сент-Виктуар (1890), Национальная галерея Шотландии
- Гора Сент-Виктуар (1897—1898), Эрмитаж
- Дорога перед горой Сент-Виктуар (1898—1902), Эрмитаж
- Гора Сент-Виктуар и Шато Нуар (1904—1906), Художественный музей Бриджстоун
- Гора Сент-Виктуар (1904—1906), Художественный музей Принстонского университета